# Kapelle Maria Magdalena (Südhemmern)
Die evangelische Kapelle Maria Magdalena ist eine Kapelle im ostwestfälischen Südhemmern, einem Ortsteil von Hille im Kreis Minden-Lübbecke. Sie gehört zur Kirchengemeinde Hille im Kirchenkreis Minden der Evangelischen Kirche von Westfalen.

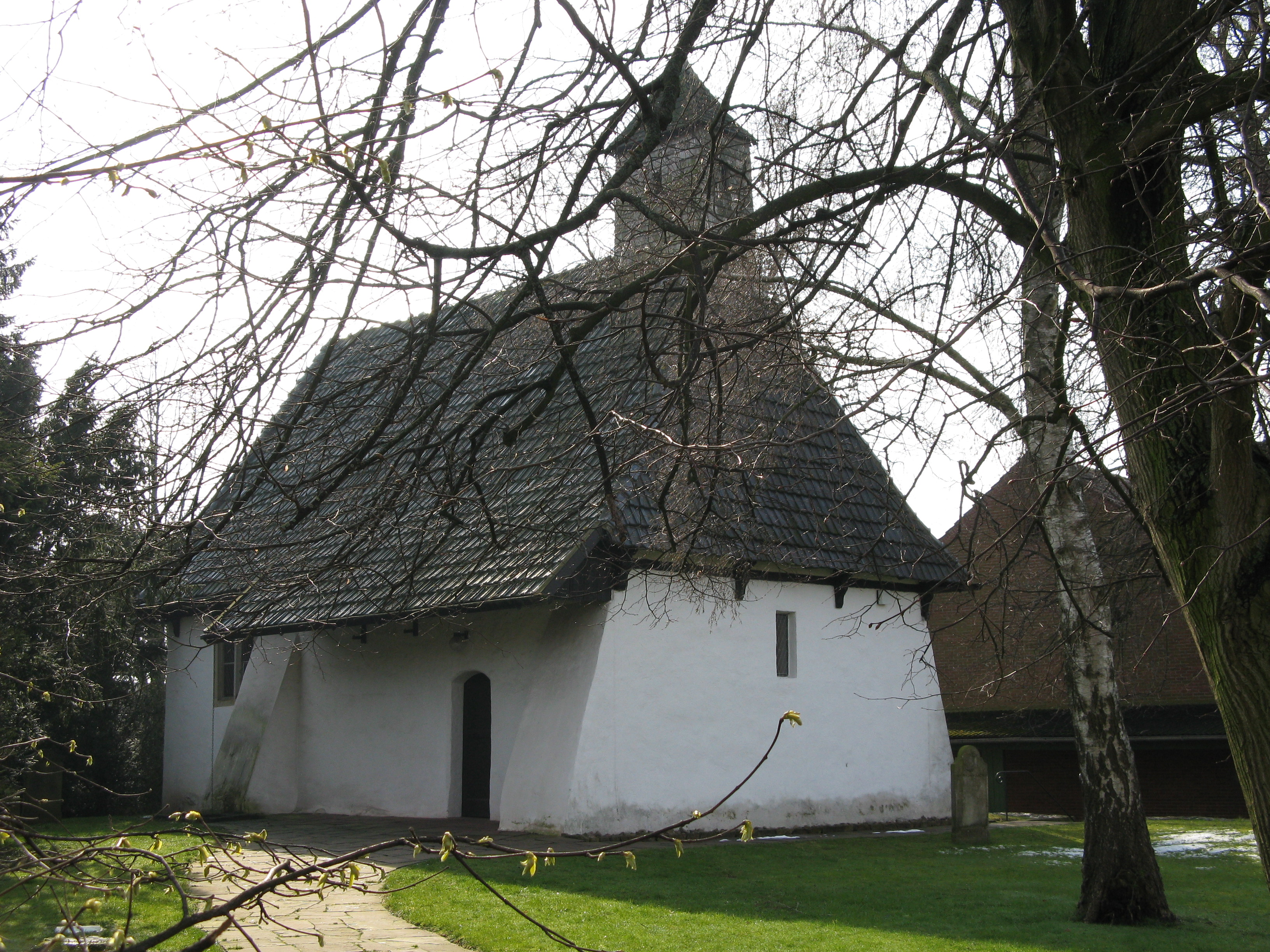
Kapelle

## Geschichte

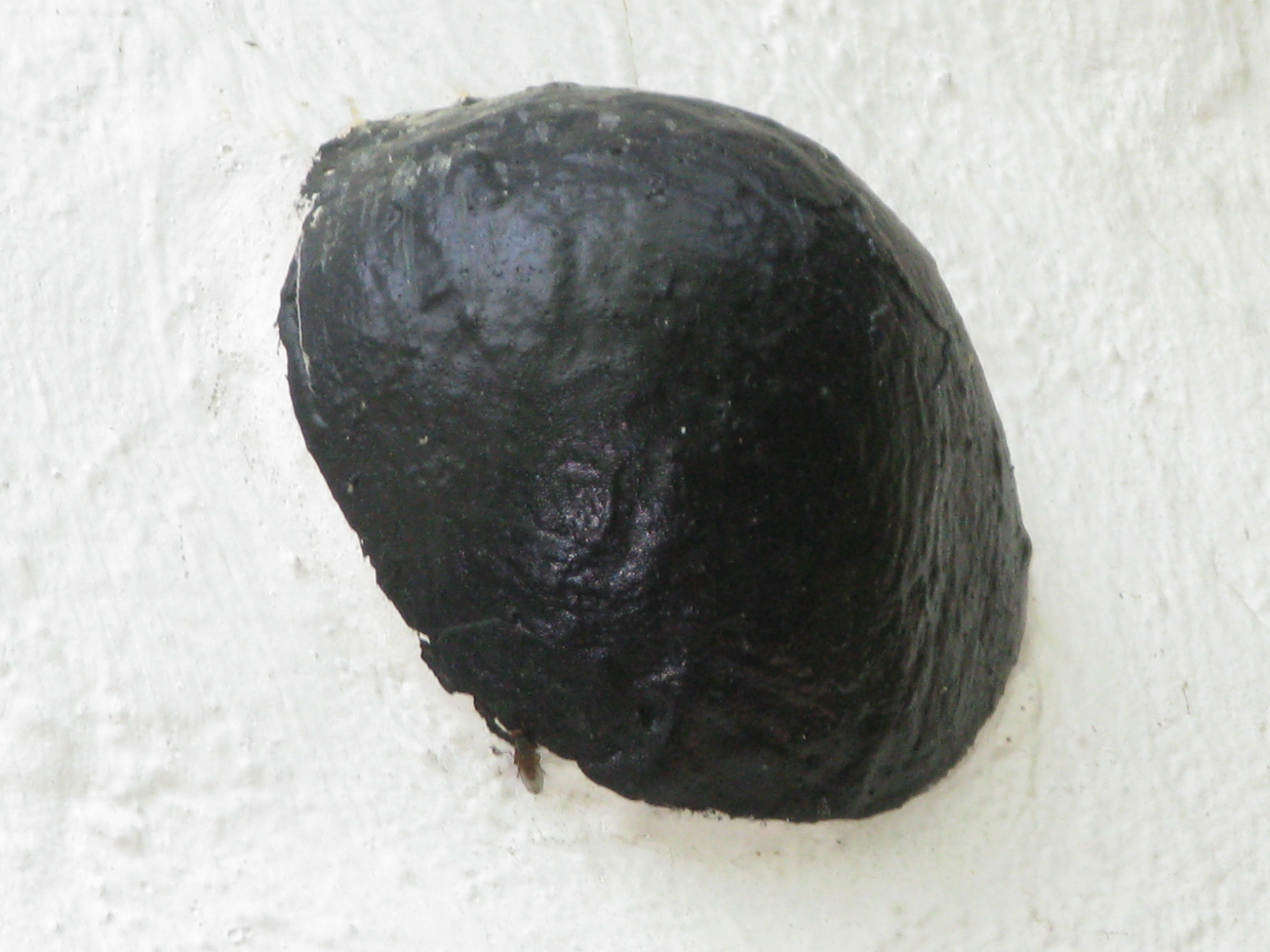
Kanonenkugel

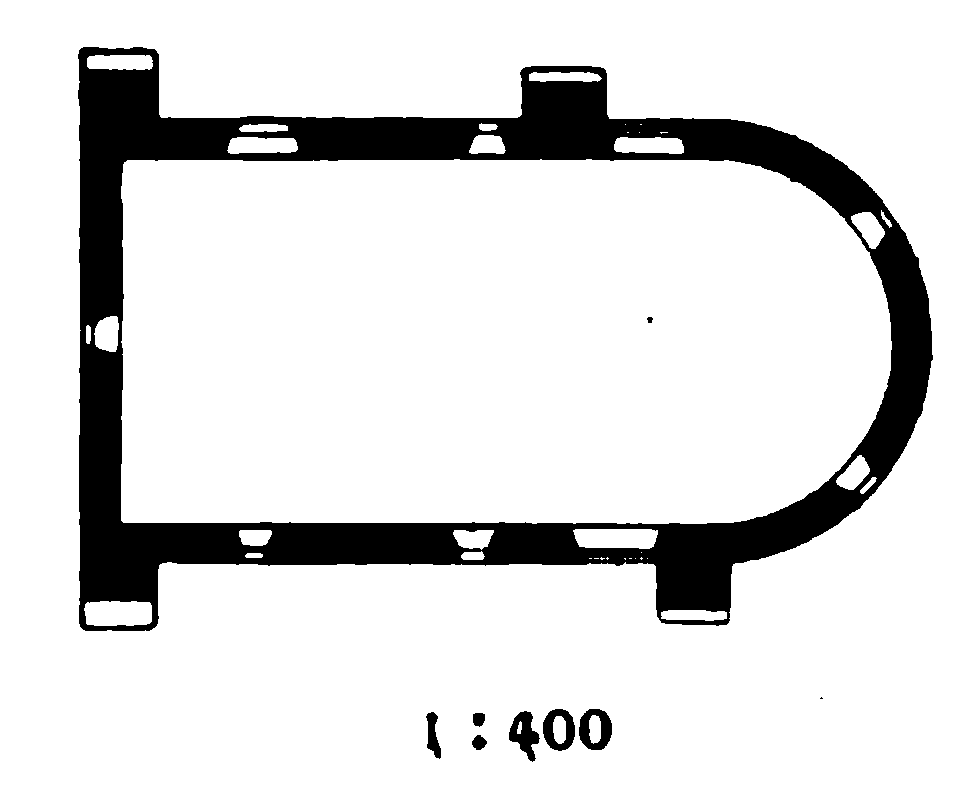
Grundriss

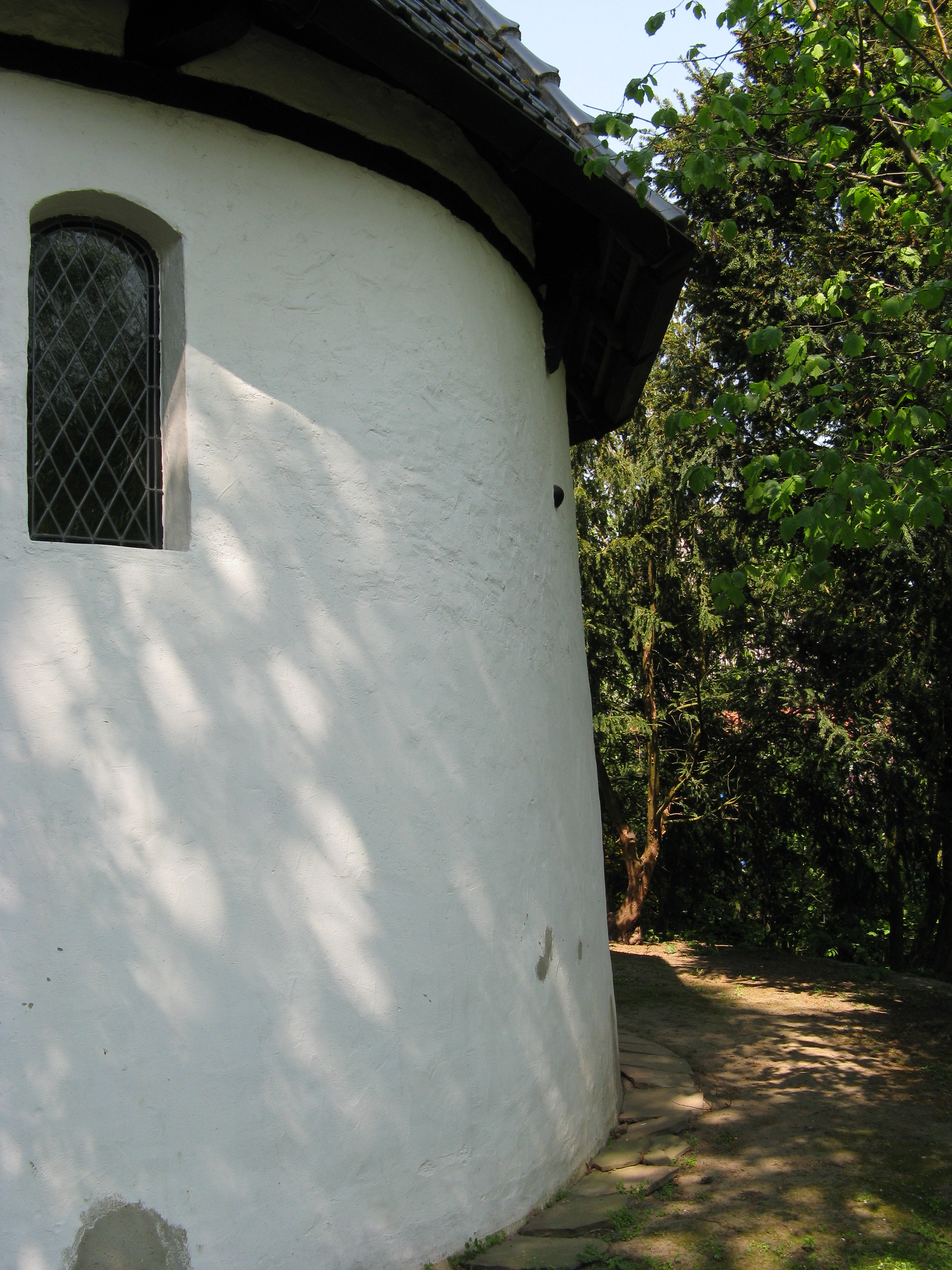
Kanonenkugel an der Ostseite

Die Kapelle wurde 1324 errichtet und Maria Magdalena geweiht. 1676 brannten in Südhemmern viele Wohnhäuser und die Schule ab. Nach zwei Jahren wurde der Ort erneut von einem Brand heimgesucht, wobei auch die Kapelle abbrannte. Ein Jahr später vertrieben die Franzosen die Einheimischen und plünderten und zerstörten die Kapelle weiter. 1687 wurde mit dem Wiederaufbau der Kapelle begonnen, wie an einem Deckenbalken der Kapelle zu lesen ist.
1993 erwarb die Gemeinde einen Hof südlich der Kapelle und baute ihn zu einem Gemeindehaus um.

## Architektur
Der Saalbau wird durch eine halbrunde Apsis abgeschlossen. Vier mächtige Pfeiler stützen den Bau in den Ecken. Über dem Westteil ist ein kleiner Glockenstuhl mit einer Glocke aus dem Jahr 1821 angebracht. Der Dachstuhl ist mit grauen Pfannen gedeckt und auf Hängeknaggen gestützt. Im Nordwesten über der Eingangstür ragt das Dach weit hinaus.
Auf dem kleinen Kirchhof sieht man die Reste einer Bruchsteinwand und einige alte Grabsteine aus dem 19. Jahrhundert. Eine Kanonenkugel in der Außenwand erinnert an die Schlacht bei Minden 1759.

## Ausstattung
Im Inneren der Kirche gibt es ein Altarbild aus dem Jahre 1701, das hundertjährige Kruzifix auf dem Altar und den Taufständer von 1740. Die reich verzierte Kanzel ist das älteste Stück und trägt die Jahreszahl 1574. Sie wurde 1687 in Dankersen gekauft.

## Brauchtum
Zur Zeit der Brände und Plünderungen durch die Franzosen gab es 1680 in Südhemmern einen schweren Hagelschlag, der die gesamte Ernte vernichtete. Zum Schutz vor weiteren Unglücken wurde damals ein Hagelfeiertag begangen, der noch heute jährlich am Montag nach Trinitatis gefeiert wird.